# Šegova vas
Šegova vas je naselje v Občini Loški Potok. Ima zaselek Srednja vas.